# Mlýnský rybník (Seník)
Mlýnský rybník je malý rybník o rozloze vodní plochy 0,2 ha nalézající se na západním okraji  obce Seník v okrese Pardubice nad bývalým mlýnem, který v roce 1932 vyhořel. Okolo rybníka se nalézá rekreační chatová osada. 

## Galerie

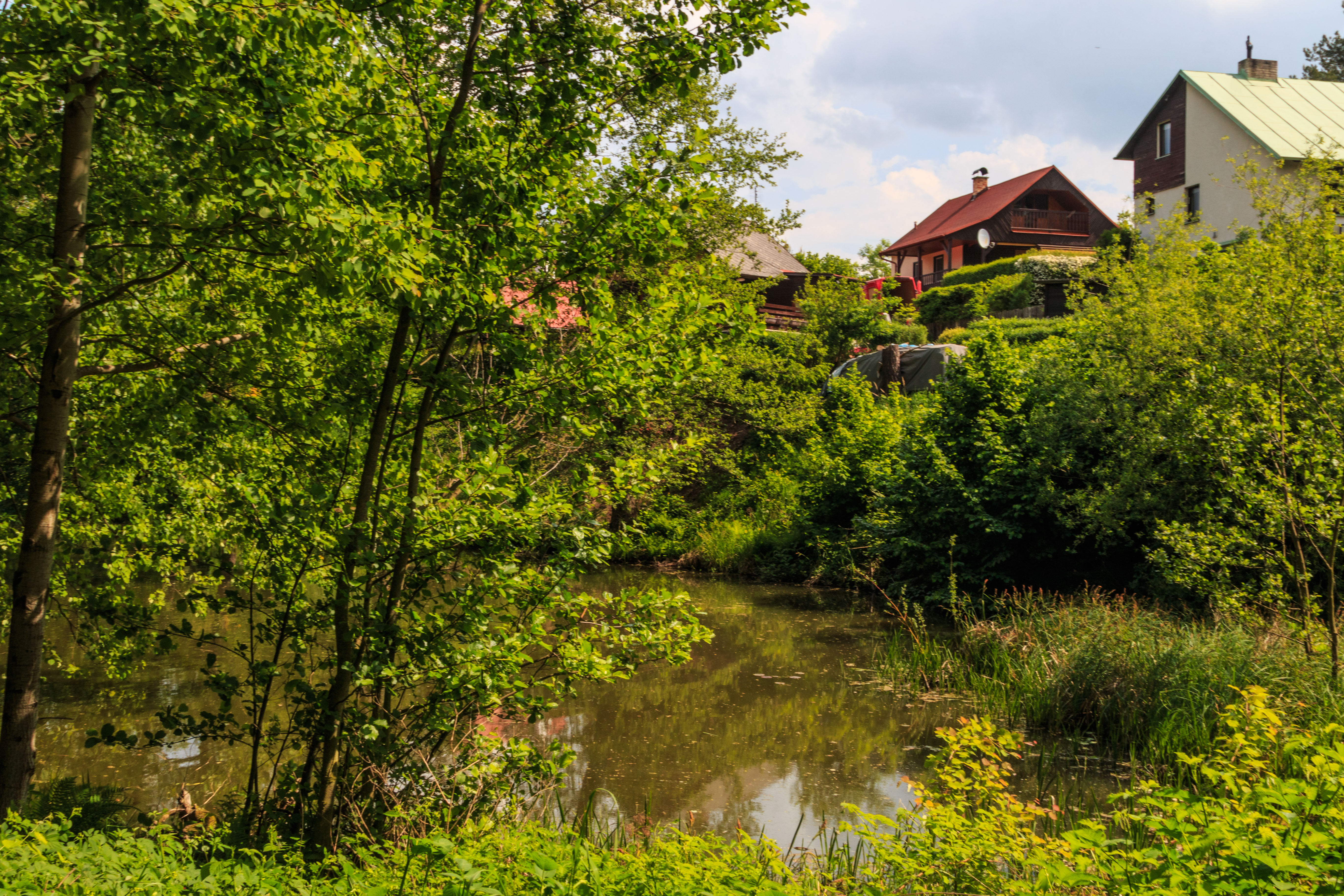
pohled na Mlýnský rybník v Seníku
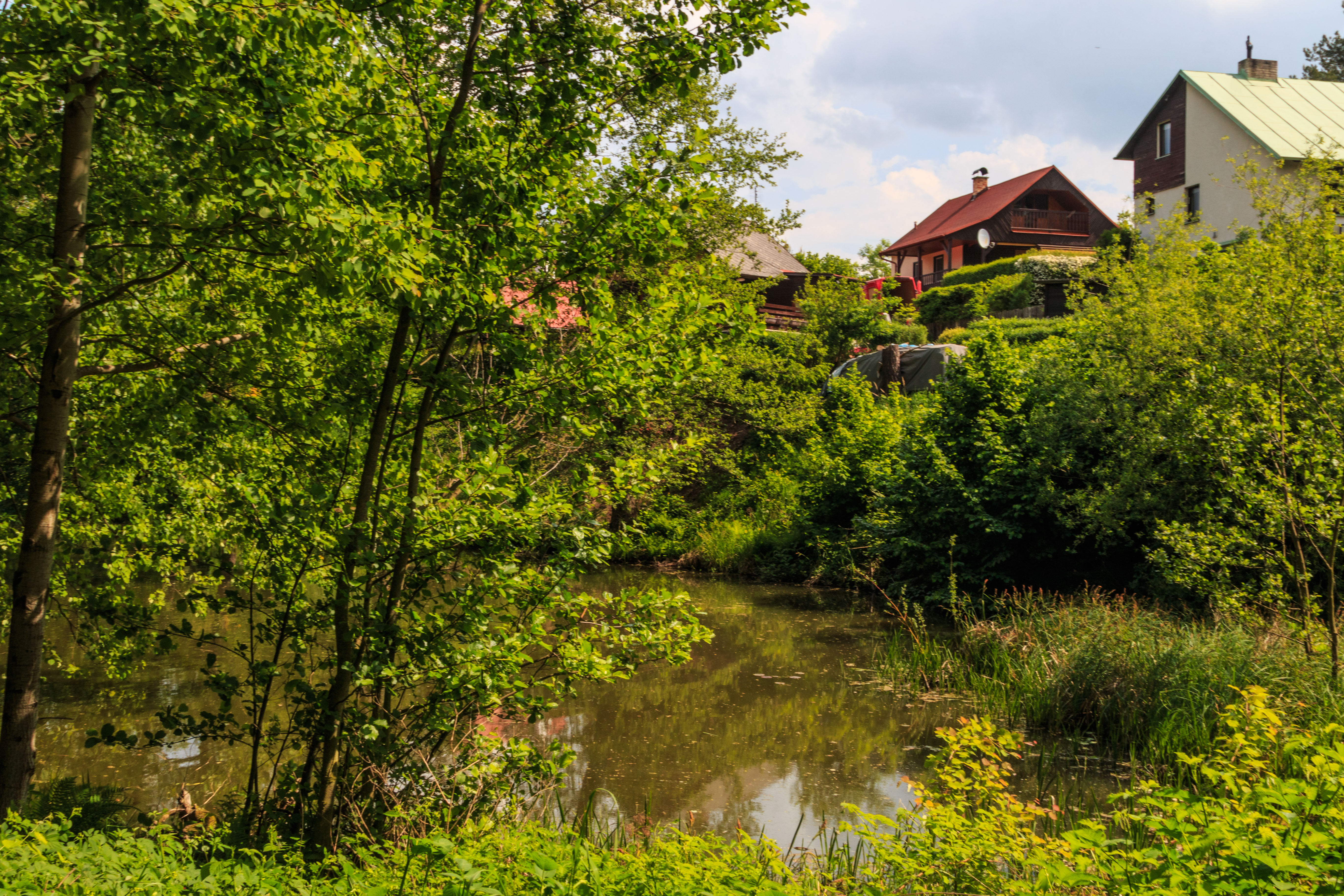
pohled na Mlýnský rybník v Seníku
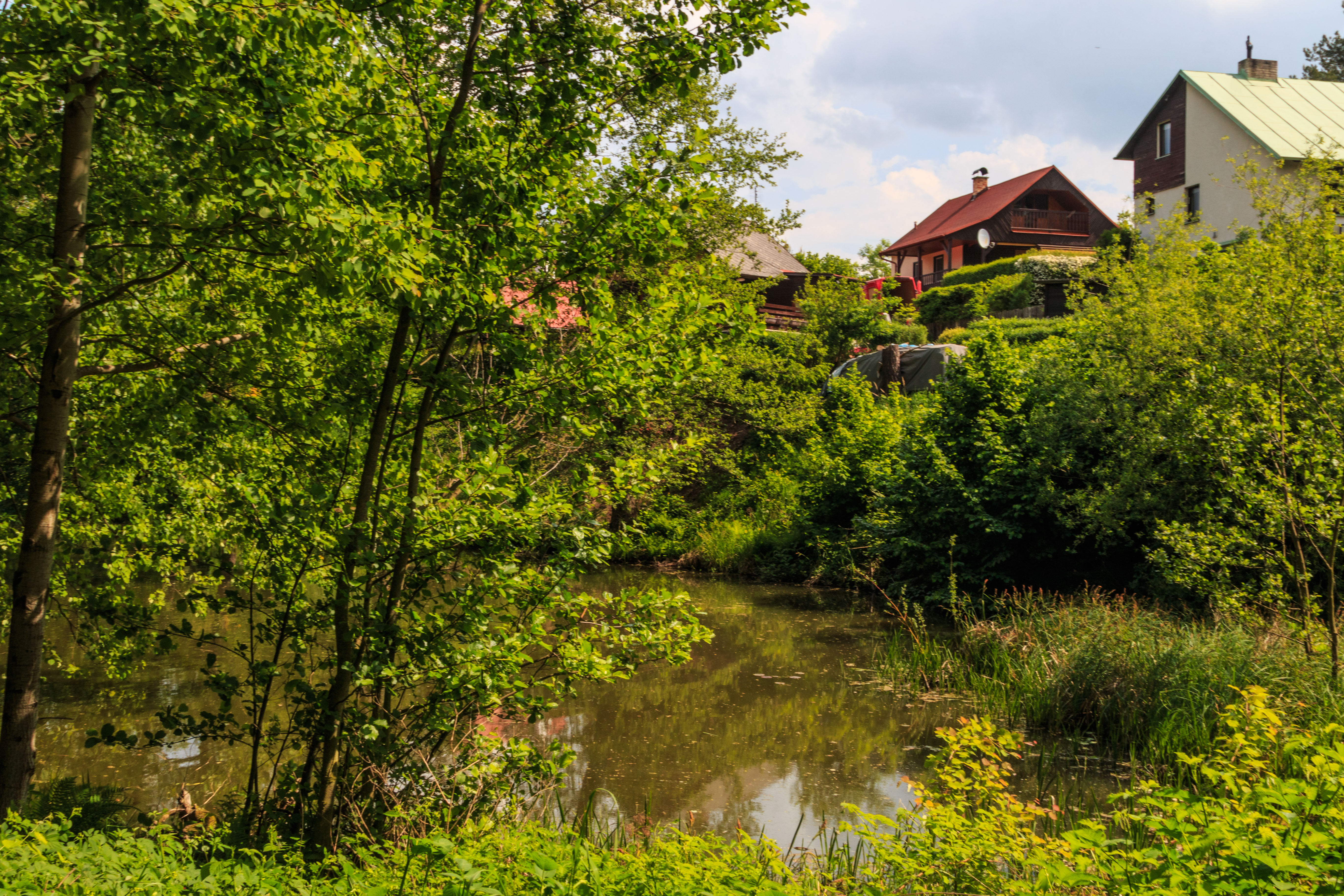
pohled na Mlýnský rybník v Seníku
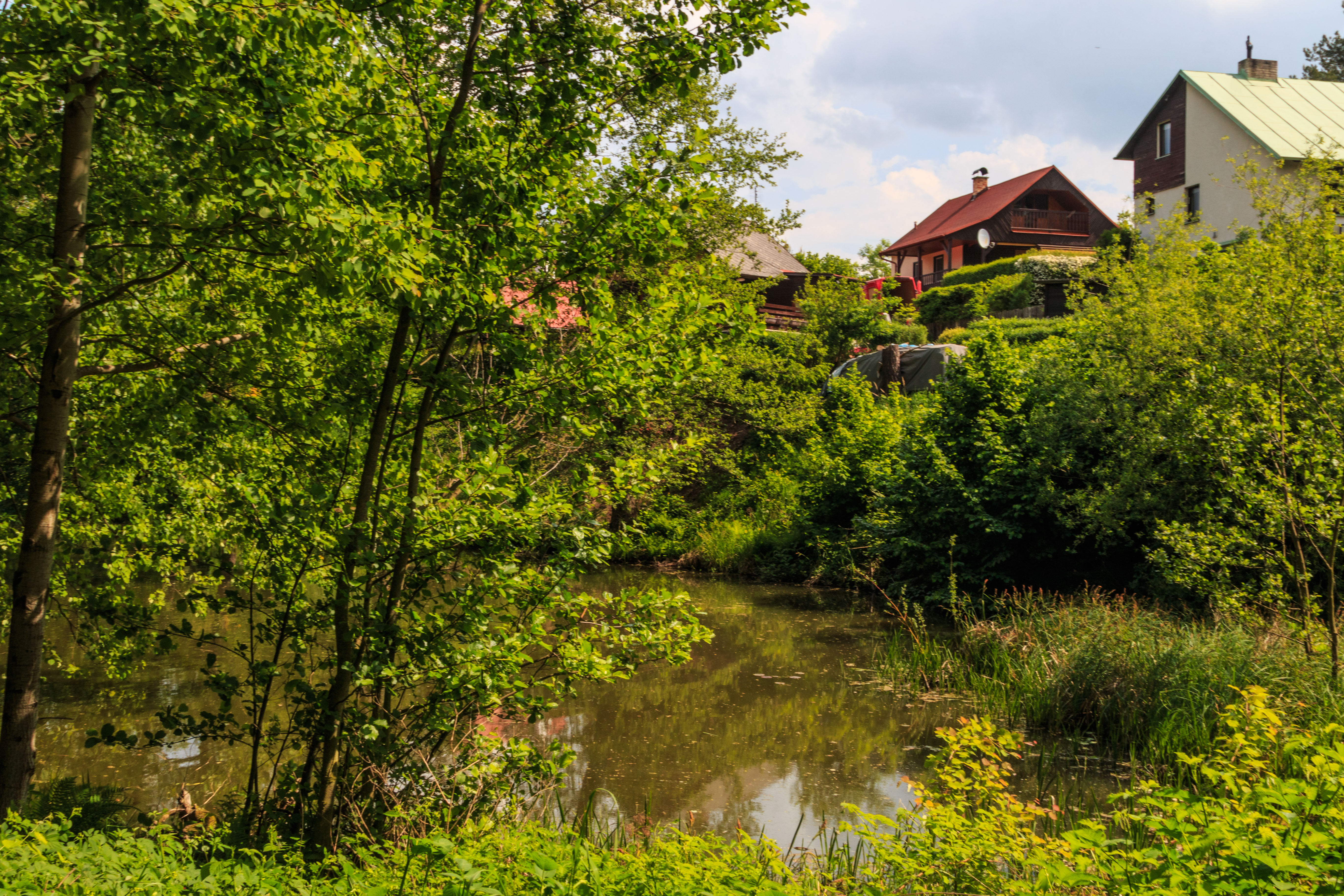
pohled na Mlýnský rybník v Seníku